# Novohrîhorivka Perșa, Dolînska
Novohrîhorivka Perșa (în ucraineană Новогригорівка Перша) este localitatea de reședință a comunei Novohrîhorivka Perșa din raionul Dolînska, regiunea Kirovohrad, Ucraina.

## Demografie
Componența lingvistică a localității Novohrîhorivka Perșa
     Ucraineană (96,98%)
     Rusă (2,71%)
     Alte limbi (0,3%)
Conform recensământului din 2001, majoritatea populației localității Novohrîhorivka Perșa era vorbitoare de ucraineană (96,98%), existând în minoritate și vorbitori de rusă (2,71%).